# Bảo tàng Nghệ thuật Di sản vô giá
Bảo tàng nghệ thuật Di sản vô giá được đặt tại phố cổ Hội An, Việt Nam. Thành lập vào ngày 1 tháng 1 năm 2017, bảo tàng giới thiệu sự đa dạng văn hoá của các dân tộc Việt Nam thông qua những bức ảnh chân dung với kích thước lớn, trang phục truyền thống của từng dân tộc cùng những trải nghiệm, câu chuyện được chia sẻ qua từng chuyến đi và các cuộc gặp gỡ. Bảo tàng Di sản vô giá là kết quả của Dự án Di sản vô giá, được thực hiện trong suốt một thập kỷ của nhiếp ảnh gia người Pháp Réhahn.

## Sự ra đời của Bảo tàng
Réhahn bắt đầu Dự án Di sản vô giá khi đến miền Bắc Việt Nam với tư cách là một nhiếp ảnh gia du lịch vào năm 2011. Sau khi gặp gỡ một số dân tộc ở Sa Pa, anh được biết rằng có hơn 54 nhóm dân tộc khác nhau trên khắp đất nước. Họ đều có nguồn gốc ngôn ngữ khác nhau; trang phục truyền thống, đồ thủ công, kiến trúc đa dạng và niềm tin tôn giáo khác biệt. Những đặc điểm truyền thống riêng biệt này cũng đang dần bị mai một khi thế hệ trẻ của các dân tộc này dần rời bỏ những ngôi làng của họ.
Khi Réhahn bắt đầu hành trình khám phá và chụp ảnh chân dung của những nhân vật đại diện từng nhóm dân tộc trong trang phục truyền thống của họ, anh quyết định tạo ra một nơi trưng bày riêng để bảo tồn một số di sản văn hoá của các dân tộc. Bảo tàng và Phòng trưng bày Nghệ thuật Di sản vô giá mở cửa vào năm 2017, được hoàn toàn đầu tư bởi nhiếp ảnh gia và mở cửa miễn phí tham quan cho công chúng.
Vào tháng 9 năm 2019, Réhahn đã hoàn thành dự án gặp gỡ và nghiên cứu, thu thập trang phục của 54 dân tộc ở Việt Nam và được trưng bày trong bảo tàng bên cạnh nhiều nhóm phụ không có tên chính thức trong danh sách các dân tộc được công bố.

### Lịch sử kiến trúc bảo tàng
Bảo tàng Di sản vô giá nằm bên trong một ngôi nhà Pháp có từ thế kỷ 19, đã được thành phố Hội An xếp vào hạng mục kiến trúc lịch sử.

## Bộ sưu tập
Bảo tàng Di sản vô giá lưu giữ một bộ sưu tập toàn diện, đầy đủ về trang phục, các món hiện vật, câu chuyện và chân dung của hơn 54 dân tộc ở Việt Nam.

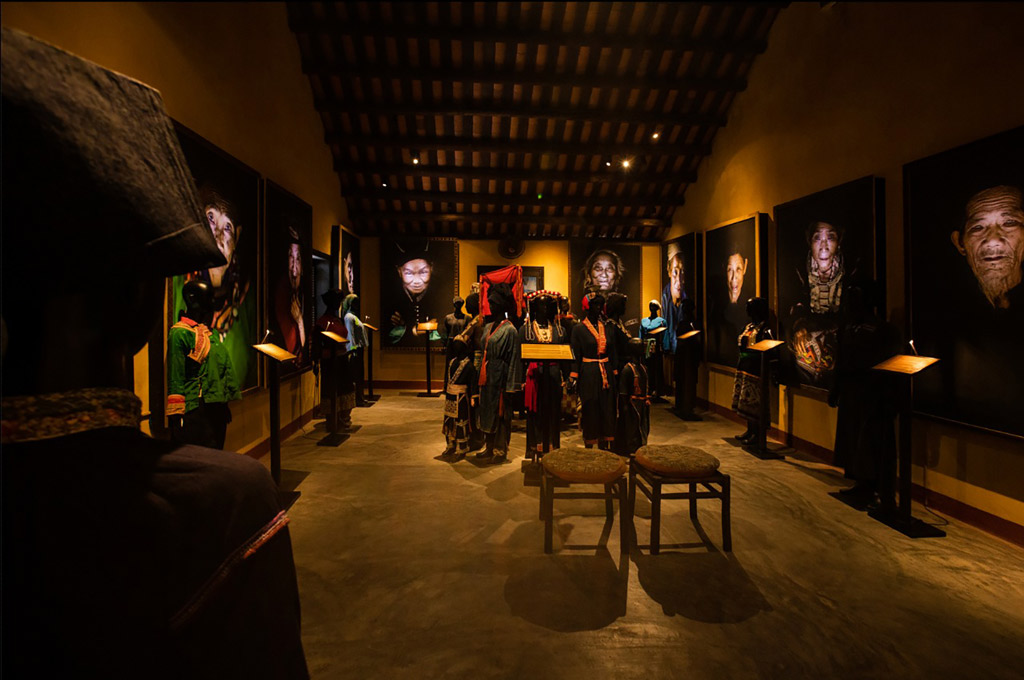
Triển lãm thường trực của Bộ sưu tập Di sản Vô giá của Réhahn tại Bảo tàng Di sản Vô giá ở Hội An, Việt Nam.

Hơn 200 bức ảnh về Việt Nam, trong đó có loạt ảnh chân dung chính thức của từng đại diện của 54 dân tộc trong trang phục truyền thống. Tất cả đều là trang phục gốc chính thức, trong đó có một số bộ là trang phục cuối cùng còn sót lại. Bộ sưu tập trang phục này phần nhiều là sự đóng góp của các vị trưởng làng của nhiều dân tộc.
Di sản văn hóa và các bức ảnh Mỹ thuật / Tư liệu được Réhahn thu thập trong quá trình nghiên cứu gần một thập kỷ khi anh đi qua khắp các làng dân tộc của đất nước ở miền Nam, miền Trung và Bắc Việt Nam.
Mỗi bức ảnh và trang phục đều kèm theo những câu chuyện về cuộc gặp gỡ của Réhahn với thành viên và những sự thật được chia sẻ của từng nhóm dân tộc. Bảo tàng cũng bao gồm một phòng dành riêng giới thiệu về quy trình nhuộm màu chàm được sử dụng nhiều trong truyền thống thủ công của người Dao và người Hmong.

### Triển lãm
Một phần của bộ sưu tập này đã được giới thiệu triển lãm trong Hội chợ Quốc tế Caen, từ ngày 16 đến ngày 26 tháng 9 năm 2016.

## Truyền Thông
Bảo tàng nghệ thuật Di sản vô giá được giới thiệu trong bài viết “36 Hours in Hoi An" của tờ The New York Times  Địa điểm tham quan này cũng được đưa vào danh sách của trang Lonely Planet.
Dự án Di sản vô giá trong loạt bài viết trên trang BBC, GEO, National Geographic và trên nhiều trang truyền thông quốc tế khác.